# استيلاد انتقائي

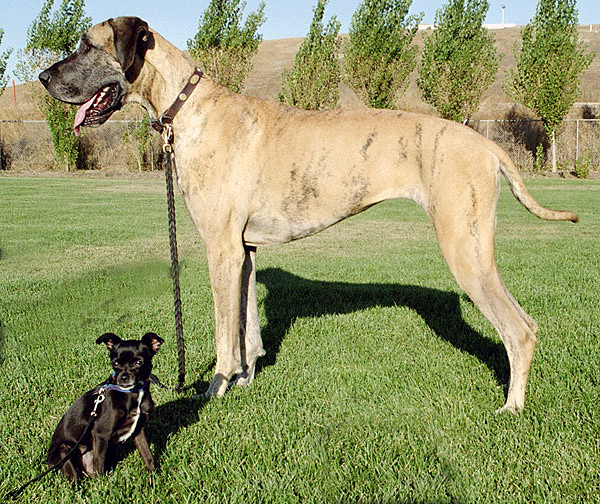
يظهر كلب شيواوا المهجَّن هذا وكلب الدين الكبير الصغير الجالس بجانبه تفاوت الأحجام الكبير بين الكلاب المهجنة بالانتقاء الصناعيّ.

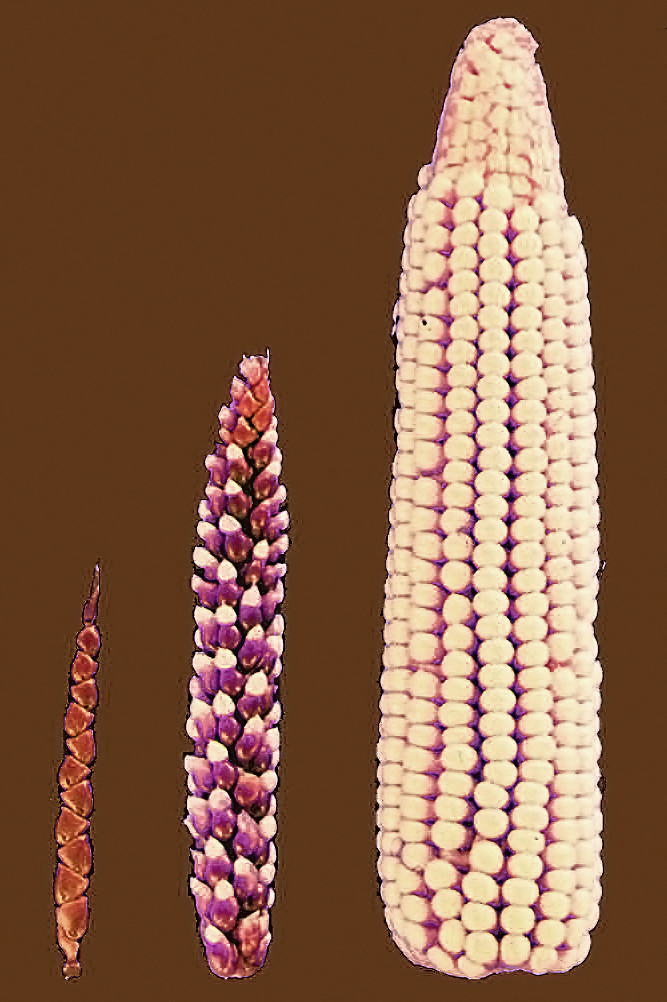
حول الاستيلاد الانتقائي أوراق نبات زيا (يسار) إلى عرنوص ذرة حديث بحبات مكشوفة.

الاستيلاد الانتقائي أو التربية الاصطناعية الانتقائية (بالإنجليزية: اصطفاء اصطناعي)‏ هي عملية تهجين الحيوانات أو النباتات للحصول على صفات معينة أو لمزيج من الصفات. تم استعمال هذا المصطلح من قبل تشارلز داروين أثناء مقارنته بالاصطفاء الطبيعي، والذي يرتبط فيه التكاثر المتباين للكائنات ذات الصفات المعينة بالظروف المعيشية المحسّنة أو القابلية التكاثرية (التكيف الدارويني). وبشكل ٍ متعارض ٍ للانتخاب الصناعي حيث يتدخل فيه الإنسان لصالح تكاثر صفات معينة، تلعب البيئة في الانتخاب الطبيعي دور المصفاة التي تسمح لصفات معينة فقط بالمرور.
لقد أصبح الإستغلال المتعمّد للانتخاب الصناعي شائعاً جداً في الأحياء التطبيقية، كما في اكتشاف وابتكار عقاقير جديدة. ويمكن للانتخاب الصناعي أيضاً أن يتم بشكل ٍ غير متعمّد، فيُعتقد مثلاً أنّ تدجين المحاصيل الذي كان يتم على أيدي البشر القدماء كان يتم بشكل غير متعمد.

## التطور التاريخي
كان الاستيلاد الانتقائي يمارس من قبل الرومان. حيث تعطي مخطوطات عمرها أكثر من 2000 عام نصائح حول انتقاء الحيوانات لأهداف مختلفة. وتظل هذه الشهادات القديمة سلطات أكثر قدماً، مثل أعمال ماغو القرطاجي. تم شرح فكرة الاستيلاد الانتقائي بعد ذلك بواسطة العلامة الفارسي البيروني في القرن الحادي عشر. حيث أشار إلى هذه الفكرة وأعطى أمثلة عنها في كتابه المسمى الهند. 

" يختار المزارع ما يريد من حبوب الذرة جاعلاً إياها تنمو وفق ما يختار، ويقوم بإتلاف البقية.و يقوم حارس الحقل بترك الفروع التي يُدرك أنها ستكون في
حالة ممتازة ويقوم بقطع الفروع الأخرى. ويقوم النحل بقتل الأفراد الذين يتغذون فقط من أفراد جنسه ولا يقومون بالعمل في الخلية." 

بلور تشارلز داروين مصطلح الاستيلاد الانتقائي كشرح لكامل نظريته المقترحة حول الاصطفاء الطبيعي.حيث أشار إلى أنّ العديد من الحيوانات المنزلية والنباتات التي كانت تمتلك مواصفات مميزة تمّ تطوير خصائصها بطريقة تربوية ممنهجة للأفراد النباتية والحيوانية التي أظهرت الخصائص المرغوبة، مستثنيةً الأفراد التي أظهرت خصائص أقل طلباً. 

لقد استخدم داروين مصطلح الاستيلاد الانتقائي مرتين في كتابه الشهير أصل الأنواعوذلك في الفصل الرابع: الانتخاب الطبيعي، وفي الفصل السادس: مصاعب في وجه النظرية:

" مع ذلك فبطء عملية الانتخاب قد يحدث، فإن كان باستطاعة الإنسان الضعيف فعل الكثير من خلال عملية الاستيلاد الانتقائي، فإنني لا أستطيع وضع حد لحجم التغيير، الجمال، تعقيد التكيفات بين كافة الكائنات العضوية أحدها مع الآخر ومع الظروف الفيزيائية للحياة، والتي من الممكن أن تؤثر على المدى البعيد بقوة الانتقاء لدى الطبيعة." 

" نحن جاهلون بشكلٍ كبيرٍ بالأسباب المؤدية إلى التنوعات الخفيفة وغير المهمة. كما أننا أصبحنا واعين على الفور لها من خلال انعكاساتها في الاختلافات بين أجيال حيواناتنا الأليفة في بلدانٍ عدة، خصوصاً في تلك البلدان الأقل تحضراً، حيث توجد ممارسة أقل للاستيلاد الانتقائي.}} "

## بشكل ٍ مغاير ٍللإصطفاء الطبيعي
يتوجب التأكيد على أنه لا يوجد اختلاف حقيقي بين الانتخاب الطبيعي والاستيلاد الانتقائي في تحولاتهما الجينية، كما أنّ تشارلز داروين استخدم مفهوم الاستيلاد الانتقائي في إطار توضيحه لعملية أكبر هي الإصطفاءالطبيعي.فيُطلق على عملية الاصطفاء مصطلح «انتقائي» عندما تنعكس تأثيرات بشرية مهمة على عملية تطور لتجمع سكاني أو نوع معينين. وبالفعل، فالعديد من البيولوجيين التطوريين ينظرون إلى التدجين كأحد أشكال الاصطفاء الطبيعي والتغيير التكيفي الذي يحدث أثناء التحكم والسيطرة البشرية على الكائنات الحية. 

على أية حال، يبقى من المهم التمييز بين ذلك الاستيلاد الانتقائي غير المتعمد (أو المتعمد ولكن من خلال التلاعب بالبيئة الخارجية للكائن فقط)، والاستيلاد الانتقائي المتعمد والذي يتضمن التغيير في سلسلة المادة الوراثية الداخلية للكائن الحي من خلال التقنيات المخبرية الحديثة. ففي الطريقة الثانية، لا يوجد عمليات طبيعية مناظرة لما يحدث في العمليات الجينية، بهذه الطريقة، يمكن أن يتواجد الاستثناء المذكور في الفقرة السابقة والمتعلق بنقص الاختلافات بين العمليات الجينية الواقعة تحت الانتخاب الطبيعي والاستيلاد الانتقائي.

## الاستعمال المخبري
لقد أصبح الإستغلال المتعمد للسلطة الانتقائية شائعاً في الأحياء التجريبية، وبشكلٍ خاص في علمي الأحياء الدقيقة والجينات. ففي تقنية مخبرية شائعة من تقنيات الهندسة الجينية يتم تعريف الجينات إلى الخلايا من خلال عملية زرع الخلايا، والتي تتم عادةً في البكتيريا، حيث تُحمل الجينات على جزيء دي أن ايه حلقي صغير يسمى بلازميد، وذلك في عملية تسمى «تعداء». فيتم تحميل الجين موضع الاهتمام على البلازميد من خلال الجين المراسل، أو «المعلم المختار»، والذي يقوم بتشفير صفة معينة مثل مقاومة المضادات الحيوية أو القدرة على النمو في تراكيز ملحية عالية، حيث يتم تنمية الخلايا فيما بعد في بيئة تعتبر قاتلة للخلايا الطبيعية ولكنها مضيافة لتلك الخلايا التي تم اختيارها وأظهرت التعبيرات الجينية للجينات المحمولة على البلازميد. وبهذه الطريقة، يُشكل التعبير الجيني للجين المراسل إشارة على أنّه يتم ظهور التعبير الجيني أيضاً للجين موضع الاهتمام في الخلايا. 

تقنية أخرى مستخدمة في تطوير العقاقير يتم فيها استعمال عملية انتقائية تكرارية تسمى «اختيار خارج الجسم» لتطوير جزيئات ببتيدية تسمى أباتمارز، أو شظايا حمض نووي قادرة على ربط مركبات عضوية معينة برابطة قوية. 

لقد أوجدت الدراسات في حقلي الفسيولوجيا التطورية والجينات السلوكية وحقول أخرى من علم الأحياء استخداماً متعمداً أيضاً للاستيلاد الانتقائي، وذلك على الرغم من أنّ طول عمر الجيل والصعوبات الأكثر قوة خلال التنشئة يمكن لها أن تجعل مثل هذه المشاريع تحد ٍ حقيقي ٍ في الفقاريات.

## اُنظر أيضاً
* التربية الحيوانية

* التطور التجريبي

* بركة الجينات

* هندسة جينية

* تزاوج داخلي

* الانتقاء بمساعدة المعلّم

* تربية النبات

* علم الجينات الكمي
- استيلاد انتقائي

* طرق الانتقاء في تربية النبات اعتماداً على نمط التكاثر

* التربية الدقيقة